# الأسرة المصرية الحادية عشرة
الأسرة المصرية الحادية عشرة حكمت في الفترة من 2134 قبل الميلاد وحتي 1991 قبل الميلاد. وكانت العاصمة هي طيبة الواقعة في صعيد مصر.
يبدأ التاريخ الأول لعصر الدولة الوسطى بحكم أول حاكم في طيبة ويدعى انتف في طيبة ويبدأ التاريخ الثاني بتحقيق الوحدة السياسية للبلاد حيث اتحدت السلطة المركزية في مصر من جديد في أعقاب الفترة الطويلة من الاضطرابات وذلك بفضل حكام طيبة ومجهوداتهم وأهم ملوكها هو منتوحتب الثاني موحد مصر مرة أخرى.

## ملوك الأسرة الحادية عشرة
| الرقم | الاسم           | اسم التتويج                      | مدة الحكم                                                                                             |
| ----- | --------------- | -------------------------------- | --- |
| 1     | منتوحوتب الأول  | (سعنخ أيب تاوي)                  | غير معروف – 2133 قبل الميلاد                                                                          |
| 2     | إنتف الأول      | Sehertawy (سهر تاوي)             | 2133–2117 قبل الميلاد                                                                                 |
| 3     | إنتف الثاني     | Wahanakh (واح عنخ)               | 2117–2068 قبل الميلاد                                                                                 |
| 4     | إنتف الثالث     | Nakhtnebtepnefer (تخت نب تب نفر) | 2068–2060 قبل الميلاد                                                                                 |
| 1     | منتوحوتب الثاني | Nebhepetre (نب حبت رع)           | - 2060–2040 قبل الميلاد (ملك على مصر العليا فقط) - 2060–2009 قبل الميلاد (ملك على مصر العليا والسفلى) |
| 2     | منتوحتب الثالث  | Sankhkare (سان خكا رع)           | 2009–1997 قبل الميلاد                                                                                 |
| 3     | منتوحتب الرابع  | Nebtawyre (نب تاوي رع)           | 1997–1991 قبل الميلاد                                                                                 |

## معرض صور

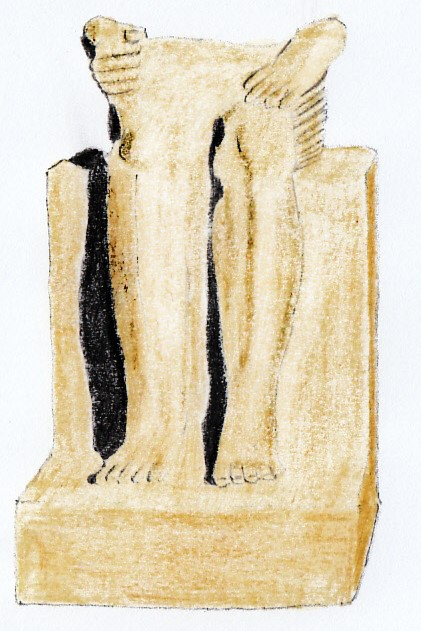
تمثال جالس تالف للحاكم المصري القديم منتوحتب الأول
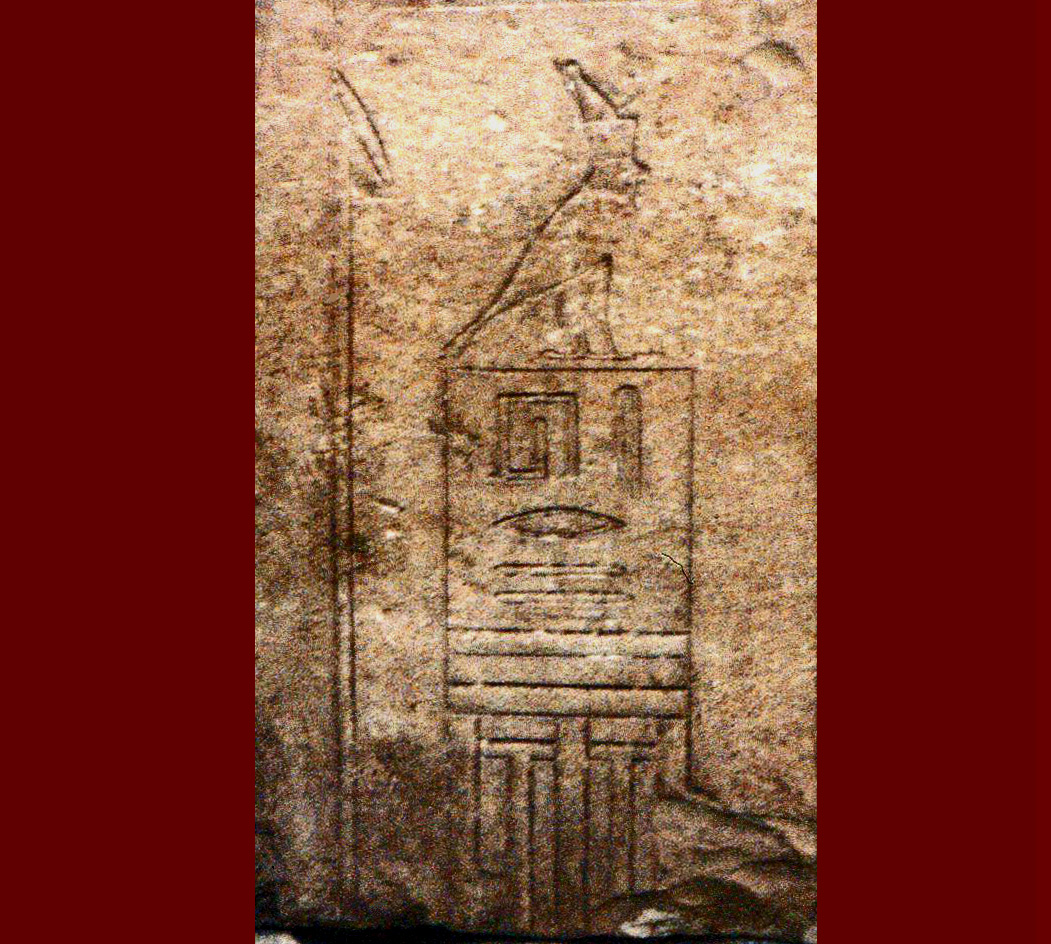
سرخ للملك إنتف الأول كُتب عليه "حورس سحرتاوي" ، نُقش له بعد وفاته من قبل منتوحوتب الثاني. المتحف المصري.
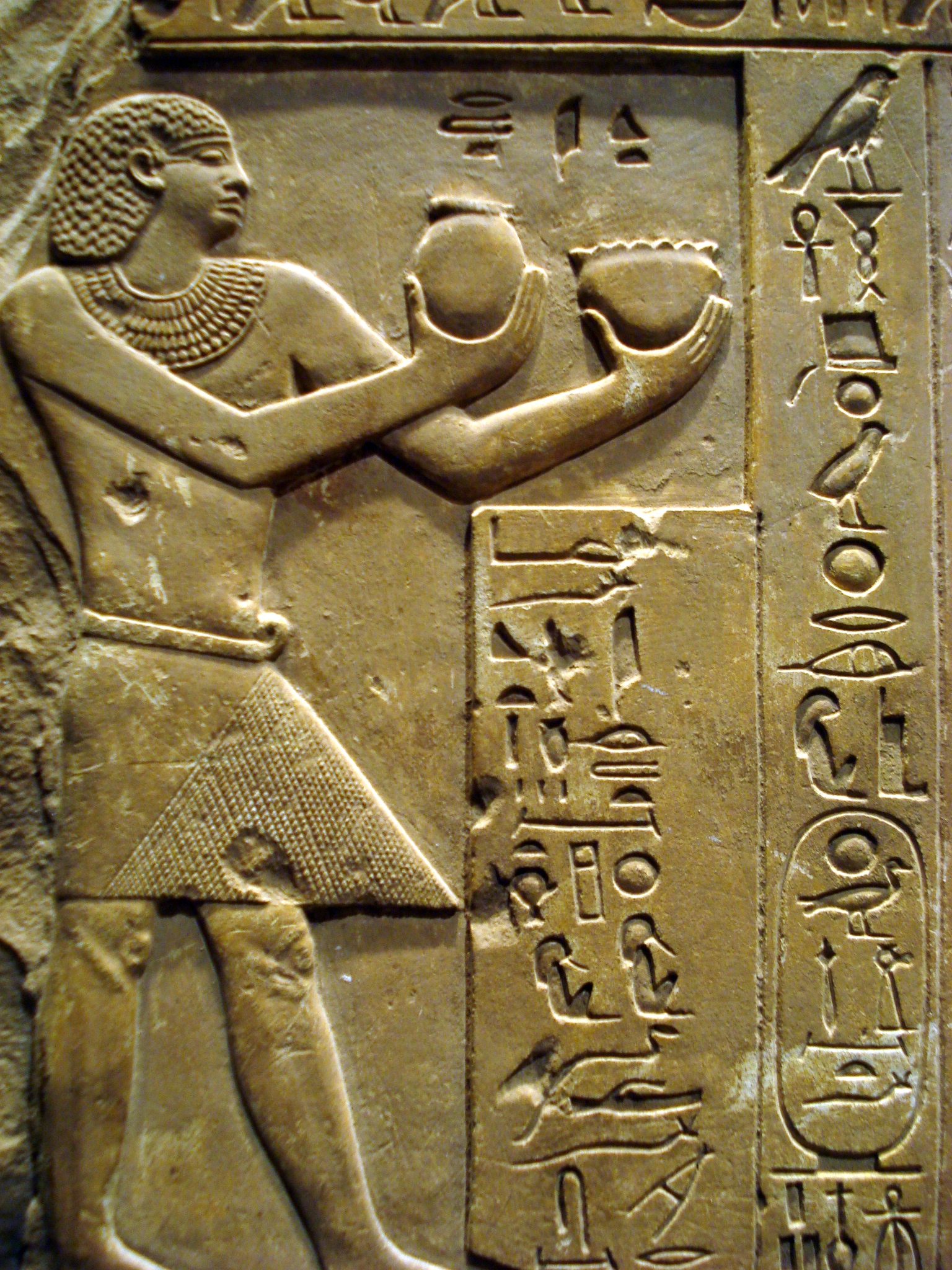
شاهدة قبر للملك إنتف الثاني معروضة في متحف المتروبوليتان للفنون.
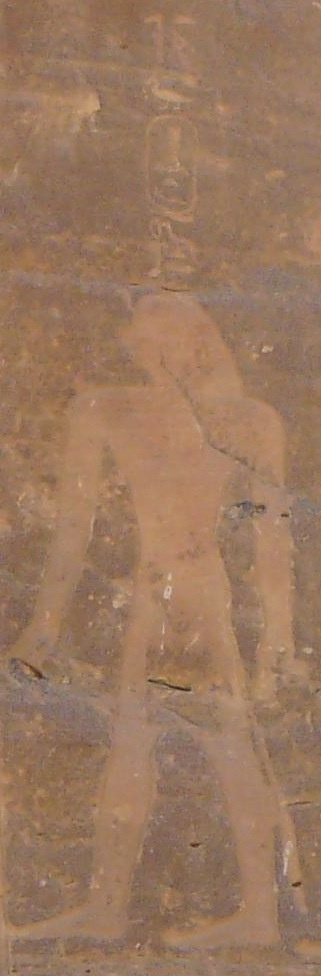
نقش إنتف الثالث يصوره هو وزوجته وابنه منتوحتب الثاني وحامل ختمه.
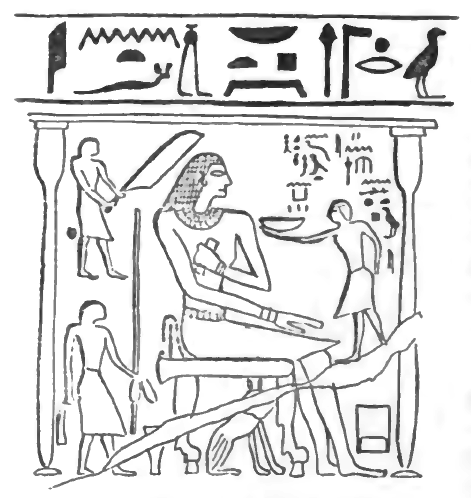
تصوير للملك إنتف الأكبر وهو جالس في مكان يظهر طقوس جنائزية